# 保皇派 (文革)
保皇派，又称保守派，是文化大革命时期的政治派系，其成员为部分红卫兵、工人、各地中学大学学生、地方军区、政府官员、政府首脑乃至留京外国专家。保皇派主张维护当时的官僚体制，保皇派红卫兵由老红卫兵演变而来，与造反派、极左派对立；在各派系斗争中，部分保皇派政府官员、地方军区负责人曾对造反派实行镇压、清算，部分地区甚至发生屠杀事件（如广西文革屠杀等）。

## 简介
文化大革命中最早的红卫兵被称为老红卫兵，主要是指1966年5月底出现到1966年8月18日毛泽东第一次接见红卫兵这段时期成立的红卫兵组织，多为红五类高干子弟领导。而保皇派和造反派的区分是在毛泽东多次接见红卫兵之后出现的。
保皇派和老红卫兵立场相似，但有几点区别。保皇派支持党的地方和基层组织如工作组，而老红卫兵批判学校领导而且不愿接受工作组的管束（正因如此，毛泽东才支持老红卫兵的“造反精神”）。保皇派主要是党员、团员、党的积极分子，老红卫兵主要是高级干部子女。老红卫兵是红卫兵运动的发起者，而保皇派和造反派一样是后来居上者。保皇派普遍存在于全国的大学和中学，而老红卫兵集中在北京的中学。
1967年一月风暴后，全国陆续建立革委会，保皇派和造反派之间斗争激化，加上军队介入，出现大规模武斗。两派斗争的案例包括武汉七二零事件、广西文革屠杀、重庆大武斗等。

## 后续
陈子明认为，后文革时代也有“保皇毛派”，如刘思齐、张宏良，“张宏良这样的保皇派毛派，他们根本就不属于左派阵营，他们是形左实右的专政右派的别动队，是纳粹主义（国家社会主义）的忠实信徒，是中国法西斯运动的骨干力量。”